# John Hamal Hubbard

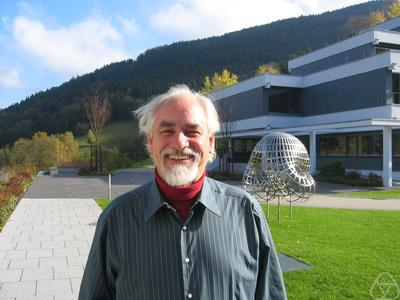
John H. Hubbard

John Hamal Hubbard (* Oktober 1945) ist ein US-amerikanischer Mathematiker.
Hubbard promovierte 1973 an der Universität Paris-Süd bei Adrien Douady (Sur les sections analytiques de la courbe universelle de Teichmüller). Er ist Professor an der Cornell University. Gleichzeitig war er Professor an der Universität der Provence Aix-Marseille I (bis zu seiner Emeritierung dort im Jahre 2010).
Er beschäftigt sich mit Differentialgleichungen, Differentialgeometrie, Iteration von polynomialen Abbildungen (Mandelbrot-Menge) und Dynamik in mehreren komplexen Variablen. Dabei arbeitete er in Frankreich insbesondere mit Adrien Douady zusammen. Beispielsweise bewiesen beide, dass die Mandelbrotmenge zusammenhängend ist.
Zu seinen Doktoranden gehört Dierk Schleicher.

## Schriften
- mit Beverly West: Differential equations - a dynamical systems approach, 2 Bände, Springer 1991, 1995
- Teichmüller theory and applications to geometry, topology and dynamics, Matrix Editions 2008
  - Bd. 1 Teichmüller Theory
  - Bd. 2 Surface Homeomorphisms and Rational Functions
- mit Barbara Burke Hubbard: Vector Calculus, Linear Algebra, and Differential Forms: A Unified Approach. 5. Auflage. Matrix Editions, 2015, ISBN 978-0-9715766-8-1 (englisch, matrixeditions.com).
- mit A. Douady: Exploring the Mandelbrot set. The Orsay notes, 1981/82, pdf
- mit A. Douady: Iterations des polynomes quadratiques complexes, Compte Rend. Acad. Sci., Band 294, 1982
- mit A. Douady: On the dynamics of polynomial-like mappings, Ann. Sci. ENS, Band 18, 1985, S. 287–343
- mit D. Schleicher, S. Sutherland: How to Find All Roots of Complex Polynomials by Newton’s Method. In: Inventiones Mathematicae, Band 146, 2001, S. 1–33 (mit Diskussion der Struktur von Newtonfraktalen)